# Pahvische
Pahvische ist das sechste Musikalbum von Eläkeläiset und enthält wie seine Vorgänger ausschließlich Coverversionen von bekannten Künstlern aus dem Pop-, Rock- und Metalbereich. Im bandeigenen Stil wurden sämtliche Lieder zu Humppa-Melodien im 2/4-Takt umgewandelt und erhielten neue Texte in finnischer Sprache.

## Hintergrund
Eläkeläiset schreibt normalerweise erst die Lieder und fragt danach um die Erlaubnis, das Original covern zu dürfen. Auf Pahvische hätte ursprünglich Gimme! Gimme! Gimme! von ABBA sein sollen, die Band erhielt jedoch keine Freigabe. Laut eigenen Angaben erhielt Onni Varis die Absage telefonisch, als er sich gerade in einem finnischen Plattenladen aufhielt. Lauri Ylönen befand sich zufällig ebenfalls im Geschäft und erteilte spontan die Erlaubnis, The Falling zu verwenden.
Am Ende der CD befindet sich ein 25-minütiger versteckter Track, der auf dem Cover zwar nicht aufgelistet wurde, jedoch den Namen „Humppaviritys“ („Humppa-Tuning“) trägt. Er besteht allerdings nur aus den rauschenden Sprach- und Musikfetzen eines Radios.

## Titelliste
1. Kiitokset humpasta – 3:24 („Vielen Dank für Humppa“; Crash – Lauren Caught My Eye)
2. Hanurissa Arja – 2:56 („Arja in der Ziehharmonika“; The 69 Eyes – Brandon Lee)
3. Kuuma humppa – 3:19 („Heißer Humppa“; Donna Summer – Hot Stuff)
4. Humppanautinto – 3:25 („Humppagenuss“; Rainbow – Man On The Silver Mountain)
5. Jenkkapolkkahumppa – 3:21 („Jenkka Polkka Humppa“; Scooter – Faster Harder Scooter)
6. Päivätanssit – 2:54 („Tagestänze“; Pet Shop Boys – Domino Dancing)
7. Humpataan, jumalauta – 2:02 („Lass uns Humppa machen, Herrgott nochmal“; Johnny Thunders – Born To Lose)
8. Miksei täällä humppa soi? – 3:52 („Warum erklingt hier kein Humppa?“; Stratovarius – Hunting High And Low)
9. Ranttalihumppa – 3:50 („Randalenhumppa“; Iron Maiden – Run To The Hills)
10. Sukellan humppaan – 3:22 („Ich tauche in den Humppa ein“; HIM – Pretending)
11. Bingohon – 3:24 („Zum Bingo“; The Rasmus – Falling)
12. Kiikkustuolissa – 2:22 („Im Schaukelstuhl“; 22-Pistepirkko – Moving A Lawn)
13. Humpalle vaan – 3:15 („Nur zum Humppa“; Slade – Cum On Feel The Noize)
14. Humppastara – 3:25 („Humppastar“; Harpo – Moviestar)
15. Humppauskonto – 3:33 („Humppaglaube“; Cher – Believe)

## Singles
Schon vor der Veröffentlichung des Albums erschien Mitte 2001 die Single „Jenkkapolkkahumppa“, auf der neben den Liedern „Humppasonni“ („Humppa-Bulle“; HIM – Join Me (in Death)) und „Hyljätyn humppa“ (Hanoi Rocks – Don’t you ever leave me) auch die später auf dem Album zu findenden Tracks „Humppastara“ und „Jenkkapolkkahumppa“ zu finden sind.
Track eins „Kiitokset humpasta“ wurde gemeinsam mit dem Song „Oparin aarteet“ im Frühling 2002 als Single veröffentlicht.